# Orania paraguanensis
Orania paraguanensis är en enhjärtbladig växtart som beskrevs av Odoardo Beccari. Orania paraguanensis ingår i släktet Orania och familjen Arecaceae. Inga underarter finns listade i Catalogue of Life.